# پوی (شاپرک)
پوی (شاپرک) (نام علمی: Urania poeyi) نام یک گونه از سرده دم‌چلچله‌ایان موس است.